# NGC 1850
NGC 1850 ist ein junger, massereicher Sternhaufen (Blauer Kugelsternhaufen) im Balken der Großen Magellanschen Wolke im Sternbild Dorado. Er gehört damit zu einer Objektklasse, die es in unserer Milchstraße nicht gibt. NGC 1850 ist ziemlich kompakt, mitgliederreich und zählt zu den hellsten Sternhaufen der Großen Magellanschen Wolke. Sein Alter wird auf etwa 50 Millionen Jahre geschätzt. Er beherbergt den sehr jungen Subcluster NGC 1850A. Das Objekt wurde am 3. August 1826 von James Dunlop entdeckt.